# Mannemer Dreck

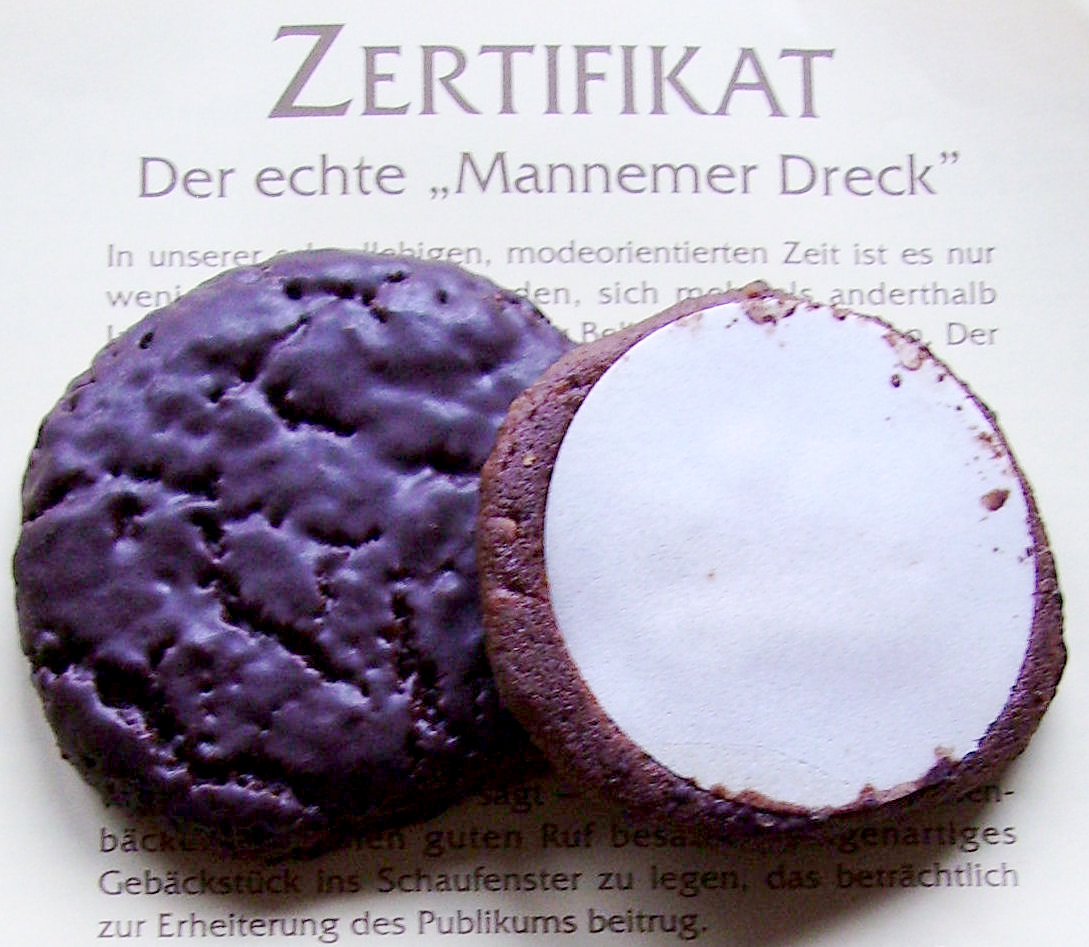
Mannemer Dreck mit Zertifikat

Mannemer Dreck (Kurpfälzisch für Mannheimer Dreck; umgangssprachlich auch Monnemer Dreck) ist ein Makronengebäck aus Mannheim.
Der ungewöhnliche Name für die lebkuchenähnliche Spezialität geht auf das Jahr 1822 bzw. 1838 zurück, als der Stadtamtsvorstand Herr von Jagemann eine Vorschrift erließ, die „Jedermann mit zwei Reichstalern Strafe belegte, der den im Hause gesammelten Kot mit Kehricht auf die Straße brachte“. Ein geschäftstüchtiger Bäcker hat daraufhin „Dreck“ aus Marzipan, Nelken, Haselnüssen und Mandeln gebacken und stellte ihn als „Mannemer Dreck“ in sein Schaufenster.
Mannheimer Konditoreien stellen den Mannemer Dreck nach jeweils eigenen überlieferten Rezepten her. Die Grundzusammensetzung besteht aus Honig, Nüssen, Zucker, Orangeat, Zitronat und Gewürzen. Da Schokolade und Kuvertüre damals noch nicht weit verbreitet war, haben diese „Originalrezepte“ mit den aktuellen wenig gemein. Mannemer Dreck wird heute auf Oblaten gebacken sowie mit Schokolade überzogen.
Das erste Rezept ist für 1862 belegt, fast gleichzeitig mit dem Heidelberger Studentenkuß. Es geht auf den damals 17-jährigen Konditor Carl Herrdegen im nach wie vor bestehenden Mannheimer Konditoreicafé Herrdegen zurück.

## Rezeption
Die Sängerin Joy Fleming setzte dem Gebäck 1972 mit ihrem Song „Mannemer Dreck“ ein musikalisches Denkmal. Der Autor Rainer Martin Mittl gab 2006 seinem ersten Kriminalroman den Titel „Mannheimer Dreck“. Der Geograph und Blogger Christophe Neff hat unter dem Titel „Mannemer Dreck – traumhafte Zeiten – eine autobiographische Zeitreise mit Musikbegleitung nach Mannheim“ einen autobiographischen Blogbeitrag über seine Studienjahre und Assistentenzeit in Mannheim verfasst.